# Láadan
Il láadan (letteralmente "la lingua della conoscenza percettiva") è una lingua artificiale creata nel 1982 da Suzette Haden Elgin, professoressa emerita di linguistica presso l'Università di San Diego (USA), per testare le Ipotesi di Sapir-Whorf nei confronti del genere femminile, specificamente per determinare se le lingue naturali occidentali sono state adattate meglio per esprimere i punti di vista maschili rispetto a quelli femminili. 
La lingua è stata inclusa nella sua trilogia fantascientifica composta da Native Tongue (1984), The Judas Rose (1987) e Earthsong (1994).
L'intenzione iniziale dell'autrice era quella di progettare una lingua completa e funzionale con almeno un migliaio di parole e un sufficiente impianto grammaticale.
Dopo la sua ideazione, però, il laádan venne ampliato e rifinito a più riprese e in momenti successivi dalla stessa autrice e da un numero sempre maggiore di persone (sia donne che uomini) attraverso internet. Haden Elgin ne ha pubblicato un dizionario e una grammatica in un volume dal titolo A First Dictionary and Grammar of Láadan.

## Native Tongue
Il romanzo, tripartito, è ispirato alle idee elaborate dal movimento femminista dagli anni settanta in poi. Sono tre storie parallele intrecciate tra loro il cui svolgimento ha luogo all'interno di in una società totalitaria, gerarchizzata e patriarcale evolutasi sulla base di due importanti eventi: la revoca di tutti i diritti civili alle donne, ottenuto attraverso un emendamento della Costituzione degli Stati Uniti d'America, con l'obbligo per ogni donna della tutela maschile di un maschio-guardiano; e l'affermarsi dell'esplorazione spaziale cui hanno fatto seguito relazioni diplomatiche e commerciali con civiltà extraterrestri.
Al vertice di tale società vi è la classe dei linguisti, gli unici a cui è permesso tradurre le lingue extraterrestri e dunque i soli in grado di fungere da interpreti per scambi commerciali d'ogni tipo tra gli abitanti dei vari pianeti.
In questo scenario, il governo statunitense si muove nell'oscurità per spezzare il monopolio detenuto dai linguisti. Un occulto dipartimento governativo sperimenta l'apprendimento di lingue aliene sui bambini del popolo; esperimenti che però quasi sempre si risolvono con la morte dei bambini, conseguenza diretta dell'incompatibilità tra il sistema nervoso umano e le lingue aliene.
Parallelamente, le donne linguiste appartenenti al notabilato dominante ma, come tutte, soggette all'opprimente controllo maschile, si propongono di creare segretamente una nuova lingua, il Laádan, per cambiare i rapporti che i ruoli di genere determinano nella costruzione di una società patriarcale.
Nel secondo volume, The Judas Rose, viene descritta la diffusione del Laádan a tutto il mondo attraverso la traduzione della Bibbia in questa lingua al femminile.

## Elementi di grammatica

### Fonologia

#### Toni
Nonostante sia insolito per le lingue artificiali, il láadan è una lingua tonale. Utilizza quattro toni distinti:
- lo — /lō/ o /lò/, un tono breve medio o basso, rappresentato da una singola vocale senza segni diacritici,
- ló — /ló/, un tono breve alto, rappresentato da una singola vocale accentata,
- loó — /lǒː/, rappresentato da una doppia vocale, di cui la seconda è accentata,
- lóo — /lôː/, rappresentato da una doppia vocale, di cui la prima è accentata.

Elgin preferisce presentare un'analisi della lingua come se possedesse un singolo tono, il tono alto, anziché quattro toni. 
Il láadan non consente l'esistenza di fonemi doppi.

### Morfologia e sintassi
Il láadan è una lingua verbo-soggetto-oggetto (VSO). I verbi e gli aggettivi sono intercambiabili. Non ci sono articoli, e l'oggetto è segnalato mediante il suffisso -th o -eth. Il numero plurale viene indicato dal prefisso me- apposto dinanzi al verbo (in alcune varianti della lingua al posto di me- si utilizza wo-). La particella ra viene fatta seguire ad un verbo per indicare un'azione negativa.
| Láadan                          | traduzione letterale                                                                  | traduzione idiomatica                |
| ------------------------------- | ------------------------------------------------------------------------------------- | ------------------------------------ |
| bíi ril áya mahina wa           | dichiarazione tempo presente bello/bellezza fiore verità-osservata                    | Il fiore è bello                     |
| báa eril mesháad with           | domanda tempo passato plurale-andare/venire donna                                     | La donna va/viene?                   |
| bíi ril lámála with ruleth wa   | dichiarazione tempo presente carezza/accarezzare donna gatto-oggetto verità-osservata | La donna accarezza il gatto          |
| bóo wil di le neth              | richiesta modo condizionale discorso/dire io tu-oggetto                               | Vorrei parlare con te, per favore.   |
| bíi aril meleyan ra lanemid wáa | dichiarazione tempo futuro plurale-essere-marrone negativo cane verità-ricevuta       | Sento che i cani non saranno marroni |

Il láadan possiede una morfologia agglutinante, ed usa un certo numero di affissi per indicare vari sentimenti e umori che molte lingue storico-naturali possono indicare solo ricorrendo ad un diverso tono di voce, al linguaggio del corpo o alla circonlocuzione.
| Affisso  | significato                                                 | esempio                                                                 |
| -------- | ----------------------------------------------------------- | ----------------------------------------------------------------------- |
| (-)lh(-) | disgusto o avversione                                       | hahodimi: "piacevolmente stupito"; hahodimilh: "spiacevolmente stupito" |
| du-      | provare a                                                   | bíi eril dusháad le wa: "Ho provato a venire"                           |
| dúu-     | provare invano a                                            | bíi eril dúusháad le wa: "Ho provato invano a venire"                   |
| ná-      | aspetto progressivo                                         | bíi eril dúunásháad le wa: "Stavo provando invano a venire"             |
| -(e)tha  | possessore naturale                                         | lalal betha: "Il latte di sua madre"                                    |
| -(e)tho  | possessore abituale o legale                                | ebahid letho: "mio marito"                                              |
| -(e)thi  | possessore per caso                                         | losh nethi: "i tuoi soldi (vinti al gioco)"                             |
| -(e)the  | possessore dalla provenienza sconosciuta                    | ana worulethe: "il cibo del gatto"                                      |
| -id      | denota il genere maschile (altrimenti femminile o neutrale) | thul: "madre/genitore"; thulid: "padre"                                 |

La particella discorso diretto, all'inizio di una frase, può anche trasportare numerosi suffissi, che precisano o espandono il significato complessivo della frase. Per esempio, bíi dà inizio ad un'affermazione, ma bíide inizia un'affermazione che fa parte di una descrizione; bóoth inizia una richiesta fatta durante la sofferenza; báada inizia una domanda con significato scherzoso.

#### Pronomi
Nel láadan i pronomi sono costituiti da un certo numero di parti differenti. La consonante l segnala la prima persona, n la seconda persona e b la terza persona. Solitamente, queste vengono seguite dalla vocale e. Tuttavia, la vocale a viene usata per designare qualcuno amato (lhe- è il prefisso utilizzato per descrivere qualcuno che si disprezza). Il suffisso -zh viene usato per segnalare un pronome plurale per numeri maggiori di quattro, e -n per numeri minori. Dunque, lazh significa "noi, molti amati", e lheben significa "essi, molti disprezzati".

## Edizioni italiane
S. H. Elgin, Lingua nativa, traduzione di Valentina Dragoni e Costanza Fusini. Del Vecchio Editore, 2020.